# Alexander Tetzner
Alexander Tetzner (* 23. August 1974 in Lichtenstein/Sa.) ist ein ehemaliger deutscher Fußballspieler.

## Karriere
Vom VfL 05 Hohenstein-Ernstthal wechselte Alexander Tetzner 1994 zum Chemnitzer FC. Schon bald spielte er sich in die 1. Mannschaft und wurde nach guten Leistungen auch dort zum hoffnungsvollen Talent auserkoren. Nachdem er 1998/99 mit seinem Team in die 2. Bundesliga aufstieg, wurden sogar einige Bundesligavereine auf ihn aufmerksam. Doch die Saison 1999/00 verlief nicht gut für ihn: Nach einigen schwächeren Spielen verlor er zeitweise seinen Stammplatz und wurde von den Chemnitzer Fans zur Enttäuschung der Saison gewählt. Die zweite Saison in der 2. Liga endete mit dem Abstieg des CFC und Tetzner verließ den Verein Richtung FC Erzgebirge Aue. Bei den Erzgebirgern warfen ihn, wie zum Teil auch schon in seiner Chemnitzer Zeit, Verletzungen zurück, und so erfuhr er endgültig einen Karriereknick, nachdem er Aue 2003 verließ. Zwei Jahre später schloss er sich dem unterklassigen Wüstenbrander SV 1862 an.
2008 kehrte er zum Chemnitzer FC zurück. Dort war er bis 2012 Physiotherapeut und von 2008 bis 2009 auch noch als Spieler in der zweiten Mannschaft aktiv. Heute arbeitet er als Physiotherapeut in einer Praxis im Chemnitzer Stadtteil Grüna.

## Statistik
| Liga          | Spiele (Tore) |
| ------------- | ------------- |
| 2. Bundesliga | 054 0(4)      |
| Regionalliga  | 115 (16)      |
| Wettbewerb    |               |
| DFB-Pokal     | 04 0(0)       |